# صیغه (یهودیت)

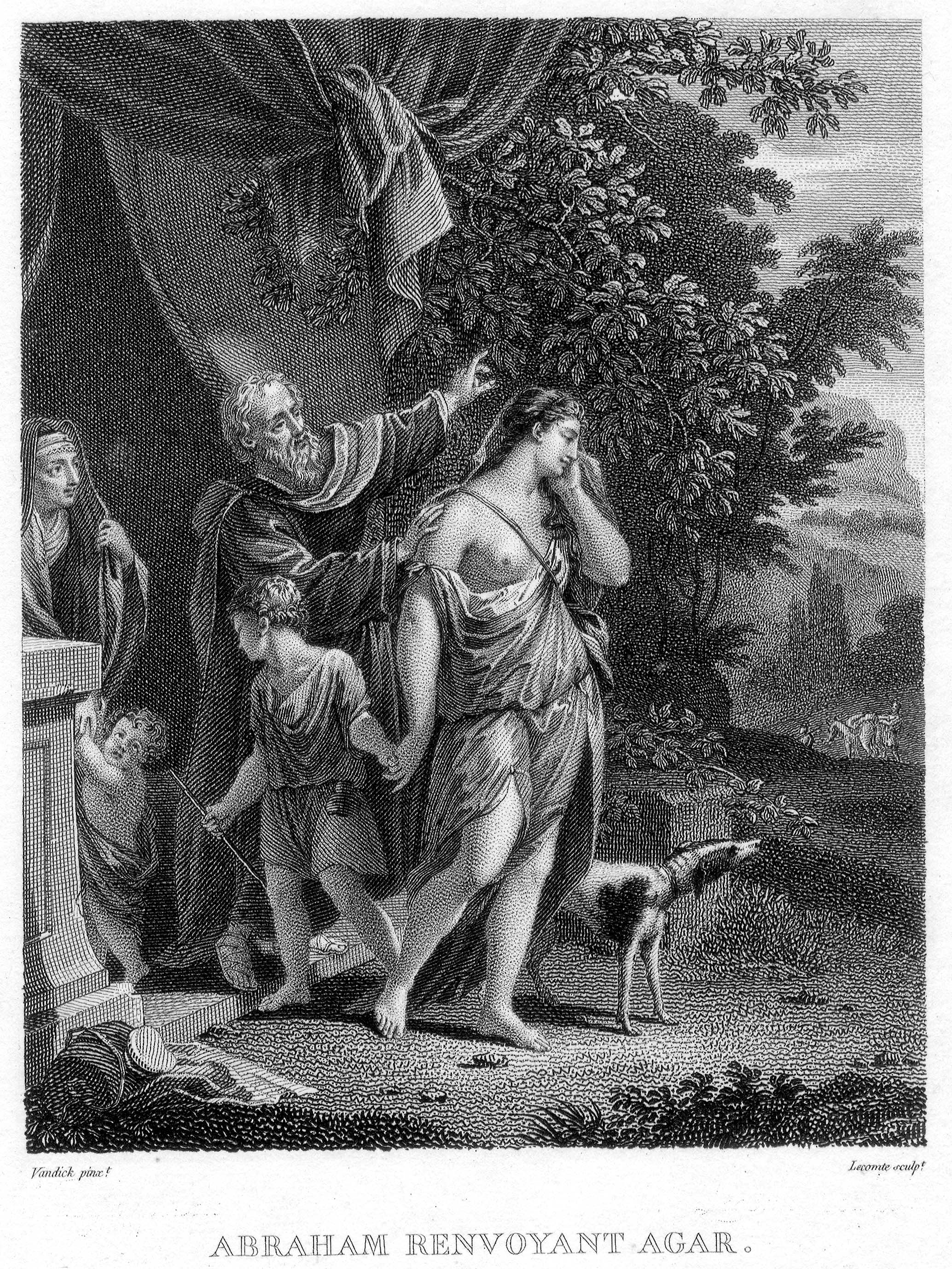
ابراهیم، هاجر را روانه می‌کند

پیله گش (عبری: פִּילֶגֶשׁ‎) یک اصطلاح زبان عبری برای صیغه ( هم‌بالینی)، یک همراه زناشویی با وضعیت  اجتماعی و  قانونی پایین‌تر از وضعیت یک زن مشروع و رسمی است.  در میان  بنی‌اسرائیل، مردان معمولاً صیغه خود را تصدیق می‌کردند و چنین زنانی از همان حقوقی که همسران مشروع در خانه داشتند برخوردار بودند.